# عياعي (السوادية)

تعديل مصدري - تعديل

عياعي هي إحدى قرى عزلة الطاهرية بمديرية السوادية التابعة لمحافظة البيضاء، بلغ تعداد سكانها 180 نسمة حسب تعداد اليمن لعام 2004.